# 司馬庫斯遊覽車翻覆事故
司馬庫斯遊覽車翻覆事故，是於2012年12月9日台灣時間下午3時15分發生在台灣新竹尖石司馬庫斯的一起重大遊覽車交通事故，共計造成13人死亡、10人受傷。

## 事故經過
一輛由司機戴天祥駕駛，屬於新北市板橋區的順華通運有限公司所有的22人座中型巴士遊覽車，搭載22名同為新北市泰山區泰山國小第19屆同學會校友會成員之遊客共同出遊。遊覽車行駛在竹60縣道，距司馬庫斯部落約9公里處，即泰崗部落和宇老部落間，下山的休旅車看到該中型巴士後，靠邊停下準備讓上山的中型巴士通過，兩車會車後，中型巴士卻熄火，整輛車旋即往下滑掉進山谷裡，休旅車乘客見狀馬上報警請求處理。警消及當地部落居民立即前往事發地點救援。
新竹縣消防局於12月9日下午5點多表示，13人死亡，10人送醫，傷者轉送臺大醫院新竹分院。

## 傷者及罹難者
- 共計13位罹難者、其中3對為夫妻，10名傷者。（2012年12月9日截止）

| 姓名   | 性別 | 年齡 | 傷亡狀況   | 備註           |
| ------ | ---- | ---- | ---------- | -------------- |
| 許維斌 | 男性 | 57歲 | 到院前死亡 | 退休副分局長   |
| 李至表 | 男性 | 60歲 | 到院前死亡 |                |
| 陳美樺 | 女性 | 57歲 | 到院前死亡 |                |
| 曾華潁 | 男性 | 33歲 | 到院前死亡 |                |
| 李春生 | 男性 | 60歲 | 到院前死亡 |                |
| 黃樹塗 | 男性 | 61歲 | 到院前死亡 |                |
| 古清芬 | 男性 | 60歲 | 到院前死亡 |                |
| 余淑娥 | 女性 | 58歲 | 到院前死亡 | 丈夫為許桂元。 |
| 許桂元 | 男性 | 61歲 | 到院前死亡 | 妻子為余淑娥。 |
| 陳春美 | 女性 | 61歲 | 到院前死亡 | 丈夫為陳文廣。 |
| 陳文廣 | 男性 | 60歲 | 到院前死亡 | 妻子為陳春美。 |
| 黃雪玉 | 女性 | 59歲 | 到院前死亡 | 丈夫為李希倫。 |
| 李希倫 | 男性 | 61歲 | 到院前死亡 | 妻子為黃雪玉。 |

| 姓名     | 性別 | 年齡 | 轉送醫院         |
| -------- | ---- | ---- | ---------------- |
| 翁淑真   | 不祥 | 52歲 | 馬偕醫院         |
| 潘璟惠   | 女性 | 52歲 | 國泰醫院         |
| 劉明娥   | 女性 | 62歲 | 國泰醫院         |
| 許秀如   | 女性 | 33歲 | 台大醫院竹東分院 |
| 戴天祥   | 男性 | 45歲 | 竹東榮民醫院     |
| 李文旗   | 男性 | 63歲 | 台大醫院新竹分院 |
| 曾金漿   | 男性 | 62歲 | 台大醫院新竹分院 |
| 吳主惠   | 女性 | 57歲 | 台大醫院新竹分院 |
| 古葉彩荔 | 女性 | 53歲 | 台大醫院新竹分院 |
| 李胡阿哖 | 女性 | 53歲 | 台大醫院新竹分院 |

## 起訴與審判

### 起訴
2013年6月26日，新竹地檢署偵查偵結，經過半年多的調查，發現司機戴天祥當時車子熄火，未立即拉起手煞車、未排入低速檔，也未控制車輛後退，認為駕駛行為有疏失，全案依業務過失致死罪提起公訴。

### 審判
2015年1月28日，臺灣新竹地方法院一審判決被告，犯業務過失致死罪，處有期徒刑三年。

## 外部連結
- 明報即時新聞-台灣新竹車禍13死2失蹤 (18:41)（页面存档备份，存于）

```
*
尖石車禍　退休副分局長許維斌不治
（
页面存档备份
，存于
）
```

- 臺灣新竹地方法院刑事判決 102 年度交訴字第19號（页面存档备份，存于）